# 정애화
정애화는 대한민국의 배우이다.

## 학력
- 단국대학교 국어국문학과

## 출연 작품

### 영화
- 《럭키, 아파트》 (2024년)
- 《문경》 (2024년) - 예천댁 역 (특별출연)
- 《주연》 (2022년) - 공예품사장님 역
- 《우스운게 딱! 좋아!》 (2022년)
- 《오마주》 (2022년) - 미선 역
- 《갈매기》 (2021년) - 오복 역
- 《더스트맨》 (2021년) - 아주머니 역
- 《결백》 (2020년) - 옆집부인 역
- 《나를 찾아줘》 (2019년) - 송씨할매 역
- 《피식자들》 (2018년)
- 《죄 많은 소녀》 (2018년) - 경민할머니 역
- 《파란 입이 달린 얼굴》 (2018년) - 불교신도 역
- 《쓰리룸》 (2017년)
- 《혐오돌기》 (2017년)
- 《유리정원》 (2017년) - 방앗간주인 역
- 《마차 타고 고래고래》 (2017년) - 민우 모 역
- 《그래, 가족》 (2017년) - 이웃 역
- 《라이츄의 입시지옥》 (2016년
- 《소금물》 (2016년)
- 《더 헌트》 (2016년)
- 《나띵 스페샬》 (2015년)
- 《성실한 나라의 앨리스》 (2015년) - 슈퍼여사장 역
- 《마돈나》 (2015년) - 담임선생 역
- 《락(樂)》 (2014년)
- 《픽업 아티스트》 (2014년) - 성환 모 역
- 《청춘예찬》 (2014년) - 가희엄마 역
- 《비행운》 (2013년) - 슈퍼 아줌마 역
- 《그 여자 그 남자의 속사정》 (2013년) - 슈퍼아줌마 역
- 《판타스틱 자살소동》 (2007년) - 여관 주인 역
- 《뷰티풀 선데이》 (2007년) - 야쿠르트 아줌마 역
- 《길》 (2006년) - 여인숙주인 역

### 드라마
- 《세상에서 제일 예쁜 내 딸》 (2019년, KBS2)
- 《더 뱅커》 (2019년, MBC)
- 《드라마 스테이지 - 물비늘》 (2018년, tvN)
- 《뷰티 인사이드》 (2018년, JTBC)
- 《나인룸》 (2018년, tvN)
- 《마성의 기쁨》 (2018년, 드라맥스 & MBN) - 시장 상인 역
- 《언터처블》 (2018년, JTBC)
- 《투깝스》 (2017년, MBC)
- 《부암동 복수자들》 (2017년, tvN)
- 《내 남자의 비밀》 (2017년, KBS2)
- 《하백의 신부 2017》 (2017년, tvN)
- 《행복을 주는 사람》 (2016년, MBC)
- 《38사기동대》 (2016년, OCN) - 양정도 모친 역
- 《유나의 거리》 (2014년, JTBC)
- 《기분 좋은날》 (2014년, SBS) - 음식점사장 역
- 《천상여자》 (2014년, KBS2) - 계주 역
- 《내 생애 마지막 스캔들》 (2008년, MBC) - 찜질방주인 역

### 연극
- 《귀하신 손님》
- 《섬마을 우리들》
- 《사건발생 일구팔공》
- 《정동진》
- 《가족입니다》
- 《한 여름 밤의 꿈》
- 《죽이는 수녀들 이야기》
- 《내가날씨에따라변할사람같소》
- 《판도라의상자》
- 《호숫가에서》
- 《오아시스세탁소습격사건》